# Division de Nasirabad
La division de Nasirabad (en ourdou : نصیر آباد ڈویژن) est une subdivision administrative de la province du Baloutchistan au Pakistan. Elle compte près de 1,6 million d'habitants en 2017, et sa capitale est Dera Murad Jamali.
Comme l'ensemble des divisions pakistanaises, la subdivision a été abrogée en 2000 avant d'être rétablie en 2008.
La division regroupe les districts suivant :
- district de Kachhi
- district de Jafarabad
- district de Jhal Magsi
- district de Nasirabad
- district de Sohbatpur